# Fred Jones
Frederick "Fred" Herman Jones este unul din cele 5 personaje principale ale francizei Scooby Doo. Este de obicei reprezentat cu păr blond, cămașă albă cu guler albastru și eșarfă portocalie, pantaloni albaștri și pantofi maro.
Liderul cu înfățișare masculină al Mistere S.R.L. și singurul care conduce Mașina Misterelor, Fred îi conduce pe Scooby Doo și pe restul găștii în aventurile lor pentru rezolvarea misterelor. Spre deosebire de Scooby Doo, Fred rămâne mereu calm când fantomele apar și, datorită sângelui său rece, toată gașca scapă cu bine.

## Actori
Fred a fost jucat de:
- Frank Welker (1969–1984; 1997–prezent + în MAD în 2013 și în Family Guy în 1999 și 2006)
- Carl Steven (1988–1991)
- Chris Cox (joc video Scooby-Doo 2: Monsters Unleashed (Video Game) din 2004)
- Scott Innes (seria de scurtmetraje WB Scooby-Doo! Playmobil Mini Mysteries din 2020 + reclamă McDonald's din 2014)
- Zac Efron (2020 în Scoob)
- Freddie Prinze, Jr. (filme live-action din 2002 și 2004; 2005, 2012 și 2018 în Robot Chicken)
- Robbie Amell (filme live-action din 2009 și 2010)
- Ryan Vrba (Micul Fred în Scooby-Doo 2: Monștrii dezlănțuiți din 2004)
- Kevin Shinick (2011 în MAD)
- Jim Wise (cântând în Scooby Doo! Muzica vampirilor din 2012)
- Brett Dalton (2016 în Robot Chicken)